# New Romantics
Singles de Taylor Swift
Out of the Woods
(2015) I Don't Wanna Live Forever
(2016)
New Romantics est une chanson de l'autrice-compositrice-interprète américaine Taylor Swift, tirée de l'édition de luxe de son cinquième album studio, 1989 (2014). Elle est écrite par Swift aux côtés de ses producteurs, Max Martin et Shellback. Le titre de la chanson fait référence au mouvement culturel des Nouveaux Romantiques de la fin des années 1970 et des années 1980 ; le style musical new wave de cette époque influence la production synth-pop de la chanson. Les paroles trouvent Swift ravivant ses espoirs et son énergie après avoir enduré des difficultés émotionnelles. New Romantics est mis à disposition en téléchargement numérique en tant que single promotionnel le 3 mars 2015 par Big Machine Records et est proposé aux radios américaines en tant que septième et dernier single de 1989 le 23 février 2016, par Republic Records en partenariat avec Big Machine.
Le clip vidéo de la chanson, une compilation de séquences du 1989 World Tour, sort en exclusivité Apple Music le 6 avril 2016. Le single atteint la 46e place du Billboard Hot 100 américain et entre dans le top 40 en Australie, en Flandre belge, au Liban et en Écosse. Il reçoit des disques d'or en Australie et aux États-Unis. De nombreux critiques ont déplore l'exclusion de la chanson de l'édition standard de 1989, saluant l'atmosphère énergique et animée de New Romantics et la classe comme l'une des meilleures chansons de Swift ; quelques autres cependant la considère comme une piste oubliable. Rolling Stone inclus le morceau sur sa liste des 100 meilleures chansons de la décennie 2010 en 2019.

## Production
Inspirée par la synth-pop des années 1980, l'auteure-compositrice-interprète Taylor Swift s'éloigne de la musique de style country de ses albums précédents pour utiliser une production pop simple pour son cinquième album studio, 1989 (2014). À cette fin, elle enrôle d'éminents producteurs de pop grand public, dont les créateurs de hits suédois Max Martin et Shellback ; Swift recrute également le premier comme coproducteur exécutif. Martin et Shellback produisent sept des treize pistes de l'édition standard de l'album, et deux des trois pistes bonus de l'édition de luxe, y compris New Romantics. Swift, Martin et Shellback sont crédités comme les auteurs-compositeurs de la chanson. La chanson est enregistrée par Michael Ilbert aux studios MXM à Stockholm, en Suède, et Sam Holland aux studios d'enregistrement Conway à Los Angeles. Il est mixé par Serban Ghenea aux MixStar Studios à Virginia Beach, en Virginie, et masterisé par Tom Coyne aux Sterling Sound Studios à New York.

## Musique et paroles
New Romantics incorpore synthétiseurs lourds et pulsés. Le titre de la chanson fait référence au mouvement culturel néo-romantique de la fin des années 1970 et des années 1980. Selon l'éditeur de Slate Forrest Wickman, cette référence est également apparente à travers la ressemblance sonore de la chanson avec la new wave de l'époque. Le critique Rob Sheffield de Rolling Stone surnomme New Romantics la chanson qui présente l'hommage le plus authentique à la synth-pop des années 1980 de 1989. Stephen Thomas Erlewine d'AllMusic considère également le morceau parmi les rares de l'album qui sonne vraiment comme de la pop des années 1980, en particulier « de la new wave de 1983 ». Pour Corey Baesley de PopMatters, New Romantics est l'endroit où Swift émule les styles « indie electro-pop » du groupe écossais Chvrches. Tout en reconnaissant les influences des années 1980, telles que la « coolitude » du hit de 1980 We Got the Beat, le professeur de musique James Perone estime que New Romantics est musicalement « plus de la musique pop du XXIe siècle » que de la musique dominante de l'époque des Nouveaux Romantiques.
Les paroles parlent de Swift ravivant ses espoirs et son énergie après le chagrin qu'elle a enduré,. De l'avis de la critique de Pitchfork Vrinda Jagota, New Romantics est l'endroit où Swift efface la douleur « dans une nuit d'hédonisme décomplexé », représentant son départ du « chagrin d'amour lent » de ses chansons précédentes vers une attitude plus positive, plus posée. Le refrain commence par le chant de Swift, Cause baby I could build a castle / Out of all the bricks they threw at me (« Parce que bébé je pourrais construire un château / Avec toutes les briques que l'ont m'a jeté »). Anna Leszkiewicz du New Statesman commente que l'imagerie du « château » dans New Romantics, qui est utilisée de « manière autoréférentielle », s'écarte de la notion de conte de fées des « château » des chansons précédentes de Swift. Les paroles, Heartbreak is the national anthem, we sing it proudly / We are too busy dancing to get knocked off our feet (« Le cœur brisé est l'hymne national, on le chante avec fierté / Nous sommes trop occupés à danser pour être mis à terre »), trouvent Swift célébrant les joies de la jeunesse, un thème qu'Emily Yahr de Stuff compare au précédent single de Swift 22 (2013). Le critique de Slate Carl Wilson décrit la chanson comme la représentation dans 1989 de la nouvelle attitude de Swift envers la romance. Les paroles,The best people in life are free (« Les meilleures personnes dans la vie sont libres »), montrent que Swift ne cherche plus à se venger des ex. Perone note que les paroles sont représentatives de l'attitude provocante et insouciante de la génération de Swift, qu'il compare à celle des mods dans les années 1960, citant spécifiquement des Who " My Generation.

## Sortie et performances commerciales

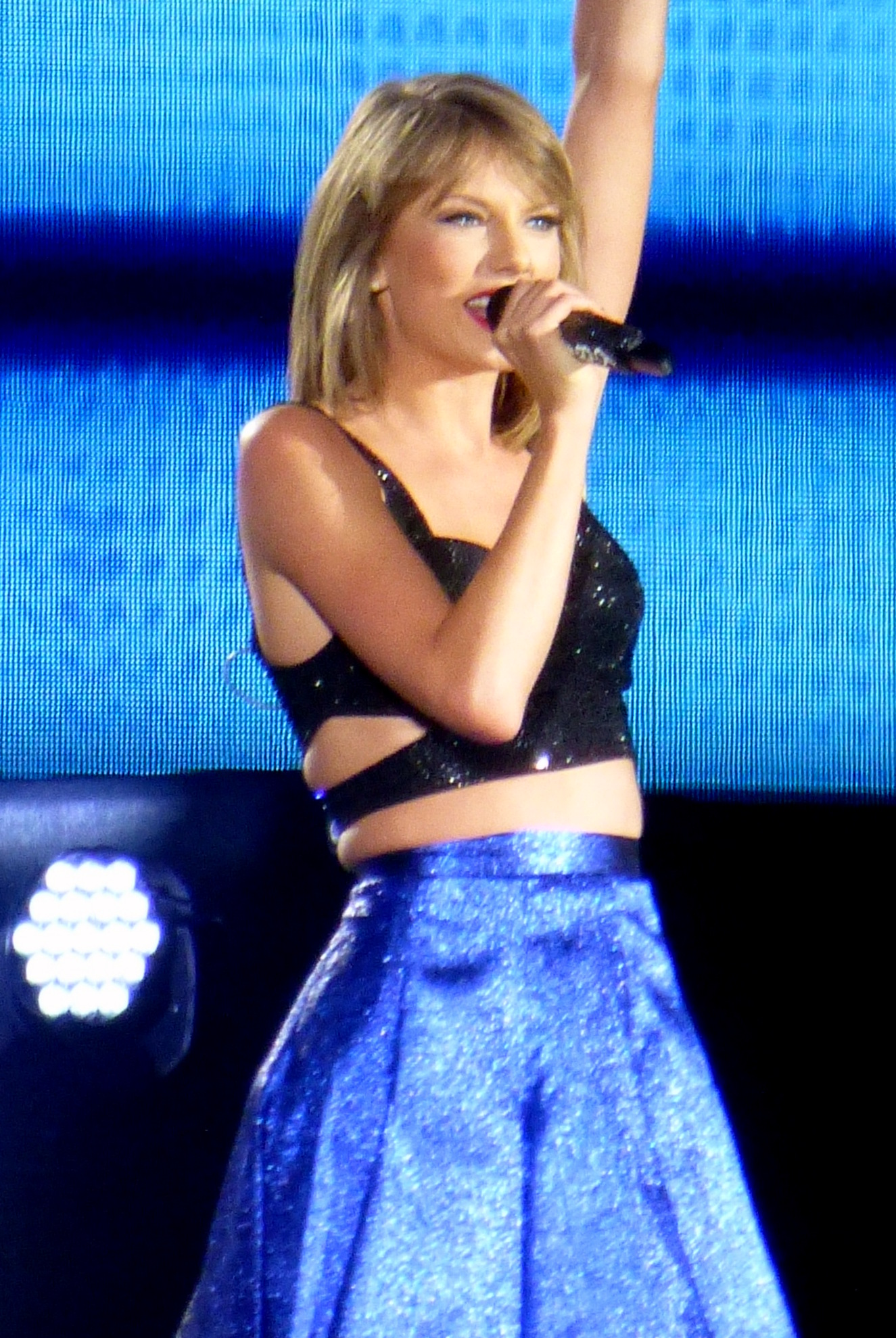
Swift interprétant New Romantics lors du The 1989 World Tour en 2015. Des images de la tournée sont incluses dans le clip vidéo de la chanson.

New Romantics est initialement l'un des trois titres bonus de l'édition de luxe de 1989, disponible exclusivement chez Target aux États-Unis. Le 17 février 2015, Swift annonce qu'elle publiera les trois titres bonus sur les iTunes Stores aux États-Unis en tant que singles promotionnels un par un. New Romantics sort le 3 mars 2015 chez Big Machine Records. À la suite de cette sortie, la chanson entre dans le palmarès américain Billboard Hot 100 du 21 mars 2015, à la 71e place.
Le 19 février 2016, Swift annonce que New Romantics sera le septième et dernier single de 1989. Republic Records, en partenariat avec Big Machine, sort la chanson et l'envoi aux stations de radio le 23 février. Lors de sa sortie, New Romantics entre à la 28e place du Mainstream Top 40/Pop Songs, où il culmine ensuite à la 18e place. La chanson atteint la 46e place du Billboard Hot 100 du 30 avril 2016 et y reste pendant huit semaines. Le single atteint également le top 40 des charts au Liban (18), en Flandre belge (33), en Australie (35) et en Écosse (40). New Romantics reçoit un disque d'or de la Recording Industry Association of America (RIAA) pour avoir dépassé les 500 000 unités équivalentes, sur la base des ventes et des streams. Il reçoit également une certification or par l'Australian Recording Industry Association (ARIA), qui indique 35 000 unités. La chanson reçoit une nomination pour Choice Song - Female Artist aux Teen Choice Awards 2016.
Le 6 avril, Swift sort le clip de New Romantics exclusivement sur Apple Music, qui nécessite un abonnement payant. La vidéo se compose de séquences de concerts et des coulisses du 1989 World Tour en 2015, entrelacées avec la voix off de Swift sur ses pensées pour ses fans. Laura Bertens, spécialiste de l'histoire de l'art et des études culturelles, cite les New Romantics comme un exemple de « pourquoi les vidéoclips suscitent souvent de fortes réactions ». Bertens note que les images des coulisses des performances de Swift permettent au public de se connecter avec elle à un niveau personnel, « pour voir la personne privée derrière la célébrité, tout en sachant que nous regardons également une performance ». Jessie Morris de Complex considère que la version exclusive d'Apple fait partie du « partenariat » de Swift avec Apple Music, avec qui elle a collaboré sur des publicités et des interviews. Karl Quinn du Sydney Morning Herald qualifie la sortie de « cynique », par lequel Swift encourage implicitement ses fans à s'abonner à Apple Music pour équilibrer la concurrence avec Spotify, la plus grande plateforme de streaming à la demande à l'époque. Swift avait publiquement condamné les services de streaming gratuits de Spotify qui offraient de faibles redevances aux artistes. Swift rend la vidéo disponible sur ses comptes Vevo et YouTube le 13 avril 2016, sans conditions d'abonnement.
Swift inclus New Romantics sur la set list de la tournée mondiale de 1989, qui se déroule de mai à novembre 2015. Elle interprète également la chanson au Grand Prix de Formule 1 des États-Unis sur le Circuit des Amériques le 22 octobre 2016 dans le cadre d'une série de concerts pré-Super Bowl, prévu le 4 février 2017.

## Réception critique
À la sortie de 1989, Corey Beasley de PopMatters juge New Romantics et les deux autres morceaux bonus de l'édition de luxe plus « audacieux sur le plan de la composition » que n'importe quel morceau de l'édition standard. Il compare favorablement la chanson aux œuvres de Chvrches, écrivant que « [Swift] peut le faire mieux que quiconque ». Carl Wilson de Slate l'appelle « manifesto-toned », et Vrinda Jagota de Pitchfork décrit le morceau comme un son « montant, euphorique » qui capture l'essence de l'album. Josh Duboff de Vanity Fair déplore l'exclusion de la chanson de l'édition standard de 1989, écrivant qu'elle pourrait finir comme une piste d'album « sur à peu près n'importe quel autre album de pop star de 2014 ». Aimee Cliff de Fact note que même si les paroles traitent du thème familier de Swift de « documenter les souvenirs comme des instantanés romantiques et filtrés », New Romantics montre une maturité dans l'écriture de Swift.
Rob Sheffield de Rolling Stone classe New Romantics comme la deuxième meilleure chanson de 2014, écrivant : « Je ne sais pas pourquoi elle a laissé une chanson aussi urgente, scintillante et parfaite hors de son album… mais les génies sont bizarres ». Dans son classement des chansons de Swift, Sheffield la classe comme la deuxième plus grande chanson de la carrière de Swift, la qualifiant d'« œuvre de génie, dépassant même les espoirs les plus fous qu'un fan aurait pu rêver ». Le magazine Rolling Stone place New Romantics au numéro 58 des 100 meilleures chansons des années 2010. La critique Brittany Spanos la décrit comme « le type de purge soul soulageant la piste de danse que la meilleure pop peut être ». Des critiques rétrospectives d'Alexis Petridis de The Guardian, de Hannah Mylrae de NME et de Jane Song de Paste commentent que la chanson aurait dû faire le montage final de l'édition standard de 1989. Lucy Ford de British GQ classe le single parmi les 10 meilleurs de Swift et fait l'éloge de son thème.
Dans des critiques moins enthousiastes, Nate Jones de Vulture qualifie New Romantics de tentative ratée « d'écrire un grand hymne générationnel ». Chris Richards du Washington Post déclare que la chanson « s'inscrit quelque part entre l'emo moisi et les dernières pages d'un magazine littéraire de lycée », contenant certaines des « pires paroles » de 1989.

## Crédits et personnel
Les crédits sont adaptés des notes d'accompagnement de 1989.
- Taylor Swift – chant, chœurs, autrice-compositrice
- Max Martin – producteur, auteur-compositeur, clavier, piano, programmation
- Shellback – producteur, auteur-compositeur, chant de fond, guitare, claviers, batterie, programmation, basse
- Michel Ilbert – enregistrement
- Sam Hollande – enregistrement
- Cory Bice – assistant d'enregistrement
- Serban Ghenea – mélanger
- John Hanes – ingénieur du son pour le mix
- Tom Coyne – mastering

## Charts
| Chart (2015–2016)                      | Peak position |  |
| -------------------------------------- | ------------- |  |
| Australie (ARIA)                       | 35            |  |
| Belgique (Flandre Ultratop 50 Singles) | 33            |  |
| Canada (Hot 100)                       | 58            |  |
| France (SNEP)                          | 190           |  |
| Japon (Hot 100)                        | 90            |  |
| Liban (Lebanese Top 20)                | 18            |  |
| Slovaquie (IFPI Rádio)                 | 58            |  |
| Écosse (OCC)                           | 40            |  |
| UK Singles (Official Charts Company)   | 132           |  |
| États-Unis (Hot 100)                   | 46            |  |
| États-Unis (Adult Contemporary)        | 18            |  |
| États-Unis (Adult Pop Songs)           | 9             |  |
| États-Unis (Pop Airplay)               | 18            |  |

## Certifications
| Région                                                                                                 | Certification | Ventes/Streams |
| --- | ------------- | -------------- |
| Australie (ARIA)                                                                                       | Or            | 35 000^        |
| Royaume-Uni (BPI)                                                                                      | Argent        | 0^             |
| États-Unis (RIAA)                                                                                      | Or            | 0^             |
| *Ventes selon la certification ^Mise en rayon selon la certification xNon précisé par la certification |               |                |